# 松山市立子規記念博物館
松山市立子規記念博物館（まつやましりつしききねんはくぶつかん）は、俳人正岡子規を記念し1981年4月2日に開館した愛媛県松山市立の博物館。

## 概要

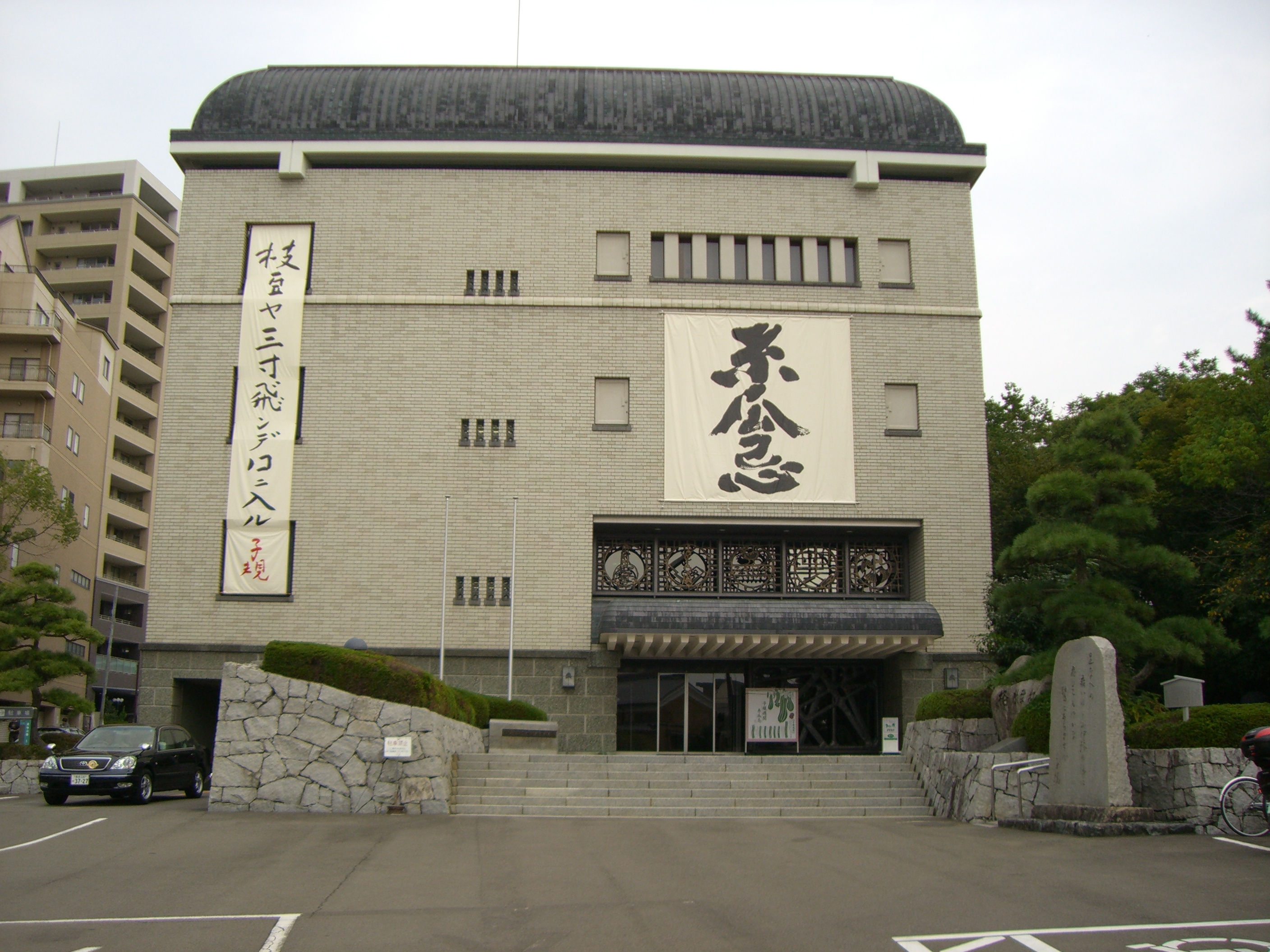
子規記念博物館（2008年9月）

高度経済成長が終わりを告げた1970年代後半以降、松山市は成熟期を迎えていた。当時の市長の中村時雄もそれまでの工業化路線を変更し、文化施設の建設（ハコモノ行政）を推し進めた。そのような流れの中で、子規記念博物館も開館された。なお子規記念博物館は、開館に助役として携わった小笠原臣也（後の広島県副知事・呉市長）を介して、呉市海事歴史科学館（大和ミュージアム）の開館にも影響を与えた。
地階から4階まであり、2階の展示第1室には「道後･松山の歴史」「子規とその時代」、3階の展示第2室には「子規のめざした世界」をテーマとした展示がある。開館当時、隣接して愛媛県立道後動物園があったが、現在は道後公園となり、庭園だけでなく、湯築城史跡公園として整備されている。
2015年6月（開館から約34年2カ月）には来館者が累計450万人を突破した。
2017年に3階の常設展示室をリニューアルした。さらに2024年7月に2階を中心に常設展示室をリニューアルした。

## 歴代館長
- 初代：和田茂樹（愛媛大学名誉教授、1981年-1996年）
- 2代：長谷川孝士（元松山東雲女子大学教授、1996年-2002年）
- 3代：天野祐吉（コラムニスト、2002年-2007年）
- 4代：竹田美喜（元済美平成中等教育学校教諭、2007年-）